# Beeld & Geluid (Den Haag)

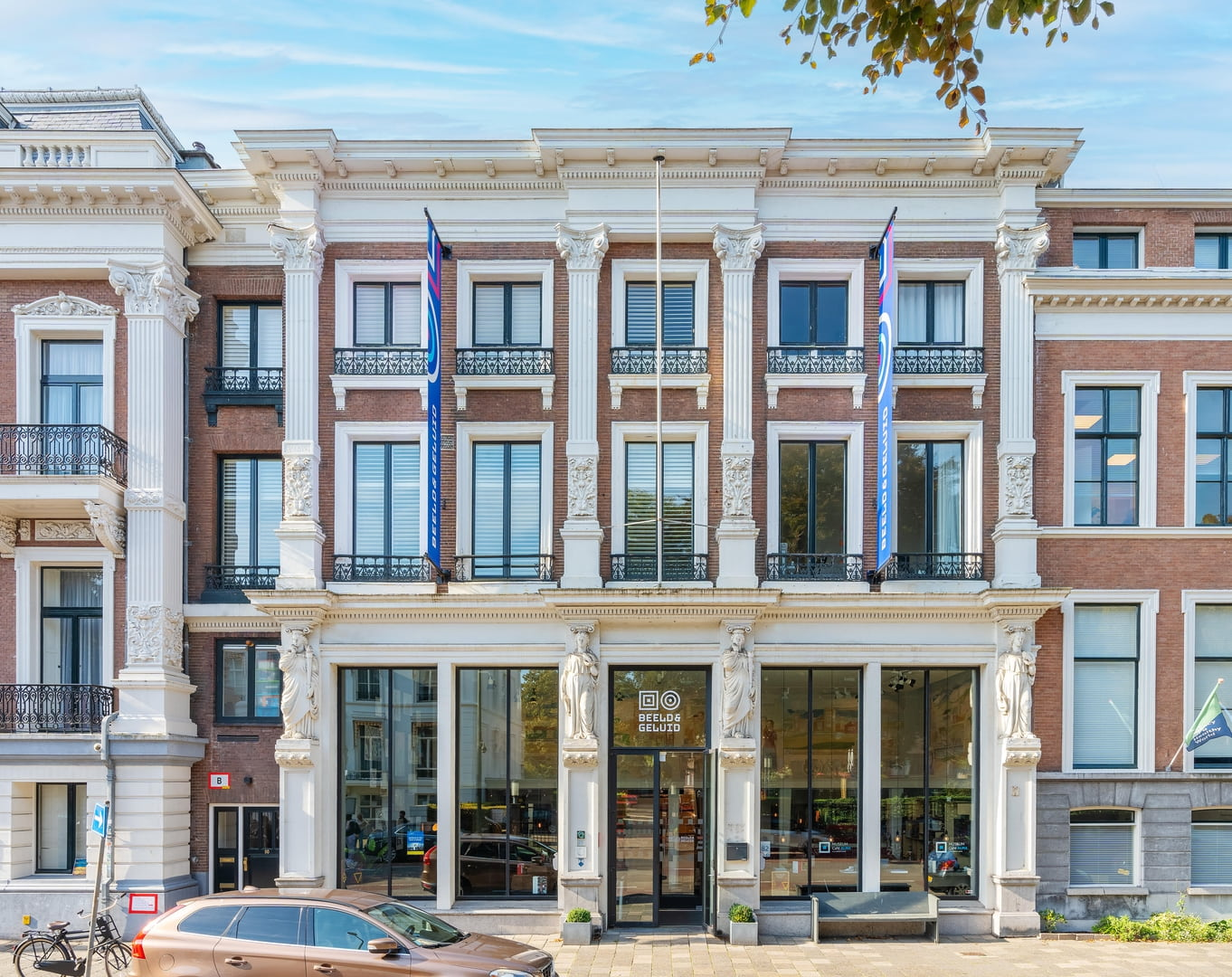
Museum Beeld & Geluid in Den Haag (2022)

Das Museum Beeld & Geluid (sinngemäß „Bild und Ton“) in Den Haag war ein Museum für Postwesen und Kommunikation. Es war seit 2019 eine Außenstelle des Niederländischen Instituts für Bild und Ton (kurz Beeld & Geluid genannt) in Hilversum. Von 2019 bis 2022 hieß es Beeld en Geluid Den Haag, dann Beeld & Geluid. Am 1. Juli 2024 wurde es geschlossen.
Die Vorläufer dieses Museums in demselben Gebäude in der Zeestraat 82 waren unter anderen Namen bekannt: Het Nederlandsche Postmuseum („Das Niederländische Postmuseum“, ab 1929), PTT Museum (ab 1989), Museum voor Communicatie (ab 1999) und COMM (2017–2019). 

## Geschichte

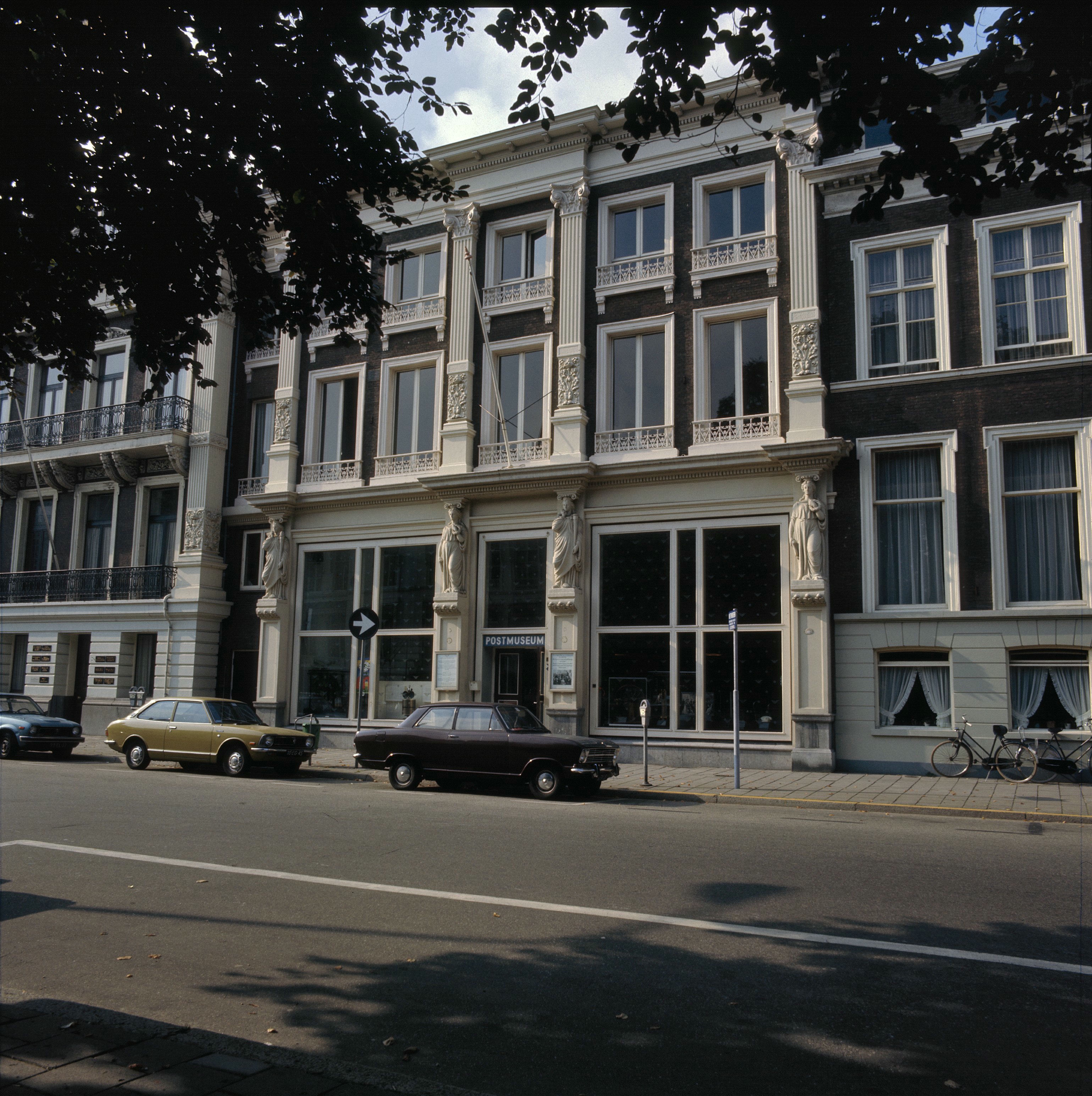
Postmuseum (1975)

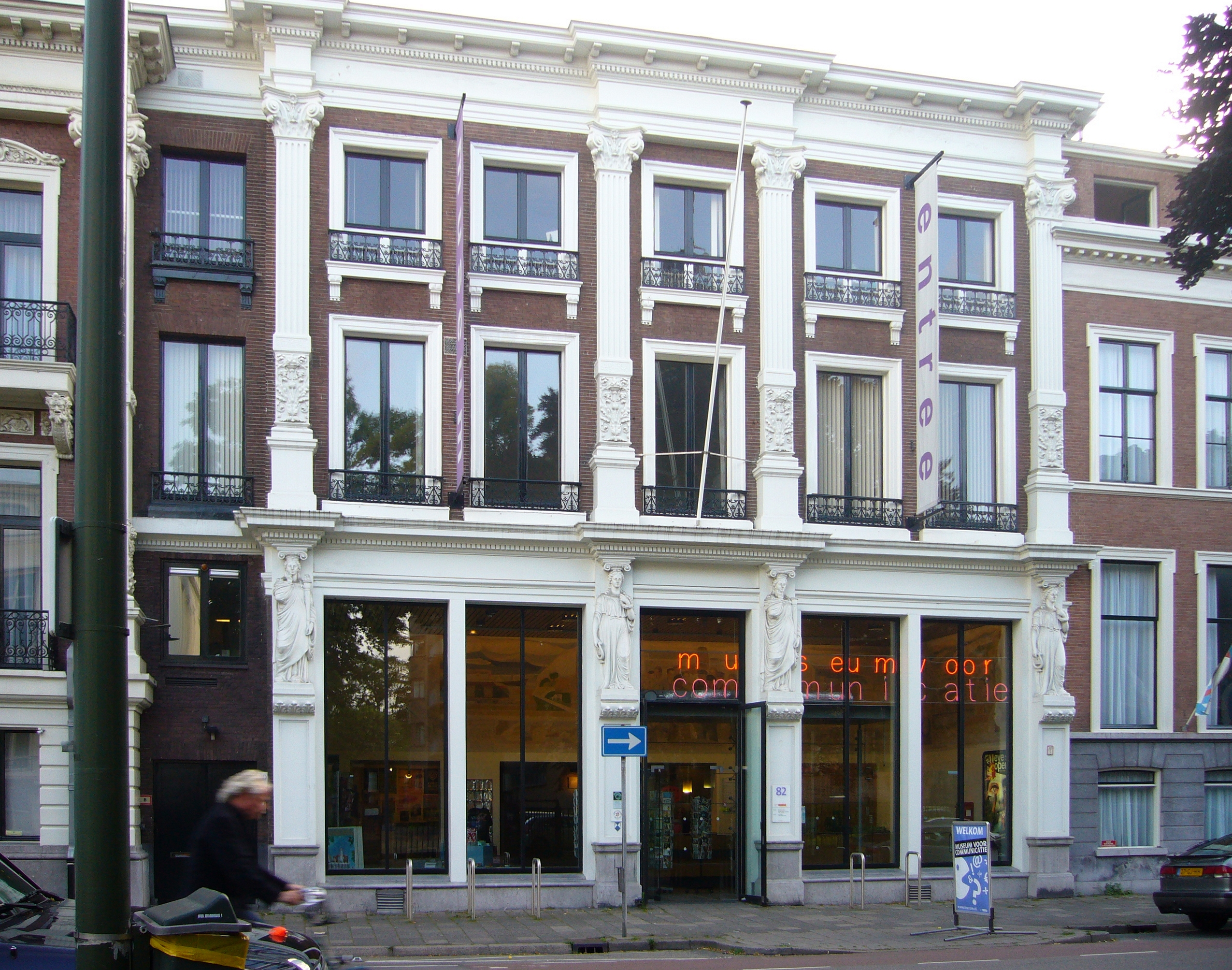
Museum voor Communicatie (2008)

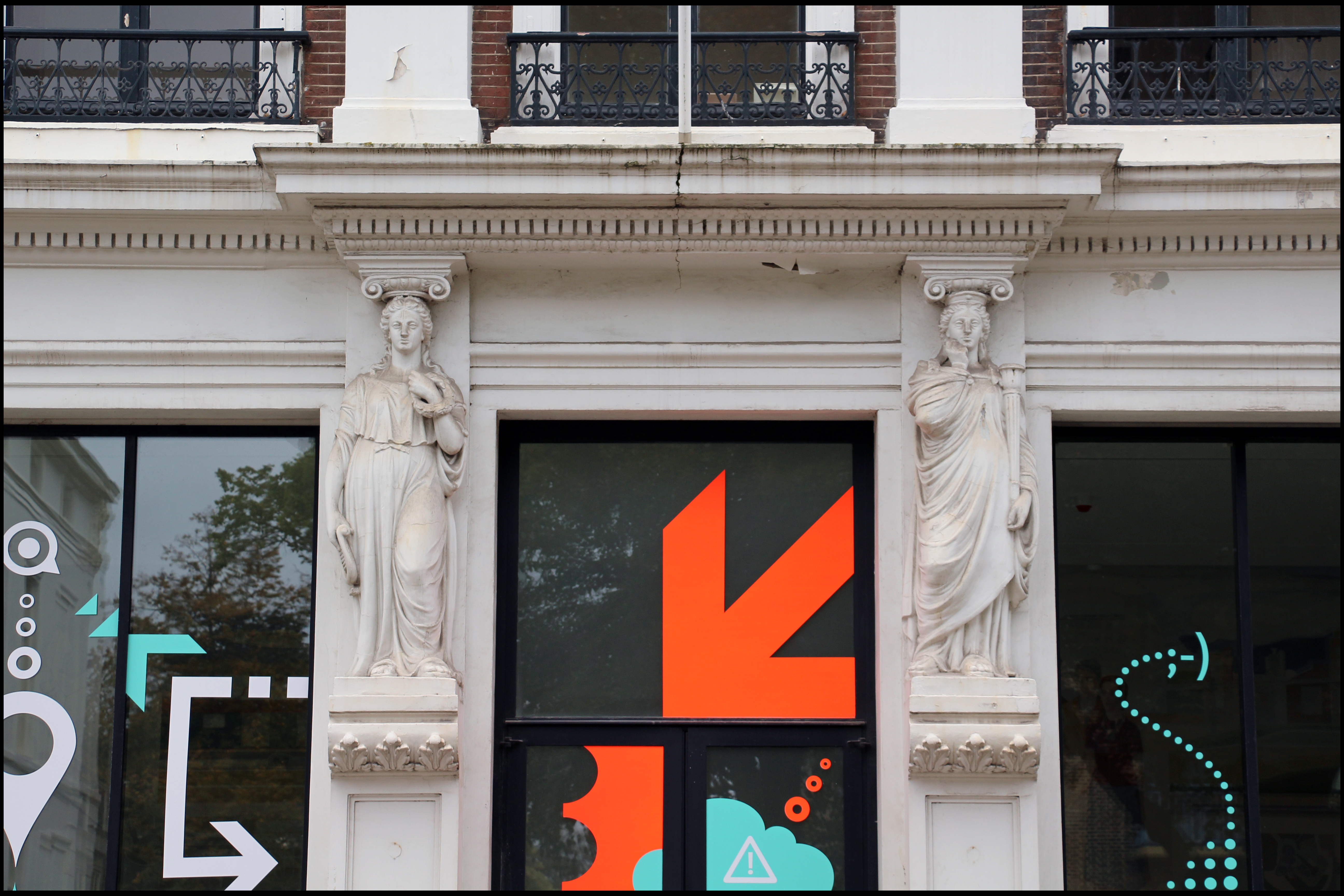
Neugestaltung als COMM (2017)

Meilensteine in der Geschichte des Museums:
- 18. Mai 1929: Gründung als staatliche Stiftung Het Nederlandsche Postmuseum. Anders als der Name vermuten lässt, war das Museum nicht nur ein Postmuseum, sondern zugleich ein Museum für Philatelie, Telegrafie und die Geschichte des Telefons.
- 1989: Neuer Name PTT Museum (siehe auch PTT).
- 1998: Das Museum wurde eigenständig. Zuvor war es von der staatlichen Post und dann von deren Nachfolgeunternehmen unterhalten worden.
- 1999: Neuer Name Museum voor Communicatie („Museum für Kommunikation“).
- März 2016: Schließung für Umbaumaßnahmen und zur Vorbereitung eines moderneren Museumskonzepts.
- November 2017: Neueröffnung als COMM – Museum voor Communicatie, kurz COMM. Das modernisierte Museum war jetzt auch ein Zentrum mit Arbeitsräumen für Kurse und Konferenzen. Das neue Konzept war jedoch nicht erfolgreich, die Besucherzahlen blieben enttäuschend niedrig.
- Juli 2019: Übernahme durch das Niederländische Institut für Bild und Ton (Nederlands Instituut voor Beeld en Geluid, kurz Beeld en Geluid) in Hilversum. Umbenennung in Beeld en Geluid Den Haag (wörtlich „Bild und Ton Den Haag“). Ab 2020 finanzielle Schwierigkeiten wegen der COVID-19-Pandemie.
- 2022: Fusion der Einrichtungen in Hilversum und Den Haag. Geringfügige Änderung der Namensschreibweise in Nederlands Instituut voor Beeld & Geluid, kurz Beeld & Geluid. Anhaltende finanzielle Schwierigkeiten. Die Einnahmen durch zahlende Besucher und Nutzer konnten die steigenden Kosten nicht ausgleichen.
- 1. Juli 2024: Schließung. Die Sammlung in Den Haag wurde in das Museum in Hilversum überführt. Einige der bisherigen Angebote in Den Haag, etwa Weiterbildungen zum Thema Medienkompetenz, sollen mit neuen Partnern in Den Haag fortgeführt werden.

## Sammlung
Das Museum bot einen Überblick über die Entwicklung der Post- und Telekommunikation von den ersten Briefen bis zur modernen Satellitenübertragung. Ausgestellt wurden ein altes niederländisches Postamt von 1928 mit Bündelungs- und Sortiermaschinen, eine Telefonzentrale mit Handbedienung von 1912, die ersten Telefone sowie Telefax- und Memocomgeräte zur Selbstbedienung, ferner eine komplette Sammlung von Briefmarken der Niederlande und ihrer ehemaligen Kolonien sowie eine ausführliche philatelistische Sammlung aus anderen Ländern. 
Die interaktive Ausstellung „Eureka“ erklärte durch experimentelles Lernen die Technik von Computern, Telefax und Telefonen.
1926 wurde dem Museum ein Koffer mit Briefen vermacht. Er hatte dem Ehepaar Marie und Simon de Brienne gehört, die im 17. Jahrhundert Postmeister in Den Haag waren. Er enthielt etwa 2600 ungeöffnete Briefe aus den Jahren 1689 bis 1706 aus ganz Europa, die von ihren Empfängern nicht bei den Postmeistern abgeholt worden waren. Damals musste nicht nur der Absender, sondern auch der Empfänger Postgebühren bezahlen. Wurde die Sendung aber nicht abgeholt, so konnten keine Gebühren eingezogen werden. Die meisten Postmeister erachteten solche Briefe als wertlos und vernichteten sie, aber die de Briennes hofften, jemand werde die Briefe zurückverlangen und dann das Porto bezahlen. Daher gaben sie dem Koffer den Spitznamen Sparschwein und bewahrten die Sendungen auf. Die Briefe ermöglichen einen unzensierten Einblick in das Leben in der frühen Neuzeit, 600 davon sind sogar ungeöffnet. Eine Forschungsgruppe um Jana Dambrogio arbeitete an der Entschlüsselung der Dokumente. Einige dieser Briefe waren zum Schutz vor fremden Blicken mithilfe der Letterlocking-Technik so verschlossen worden, dass man sie nicht öffnen konnte, ohne sie zu zerstören.